# Нью-Лотроп (Мічиган)
Нью-Лотроп (англ. New Lothrop) — селище (англ. village) в США, в окрузі Шаявассі штату Мічиган. Населення — 565 осіб (2020).

## Географія
Нью-Лотроп розташований за координатами 43°6′58″ пн. ш. 83°58′8″ зх. д. / 43.11611° пн. ш. 83.96889° зх. д. (43.116195, -83.968953).  За даними Бюро перепису населення США в 2010 році селище мало площу 2,10 км², з яких 2,10 км² — суходіл та 0,01 км² — водойми. В 2017 році площа становила 2,25 км², з яких 2,24 км² — суходіл та 0,01 км² — водойми.

## Демографія
Згідно з переписом 2010 року, у селищі мешкала 581 особа в 232 домогосподарствах у складі 163 родин. Густота населення становила 276 осіб/км².  Було 256 помешкань (122/км²).
Расовий склад населення:
| - 95,4 % — білих - 1,5 % — азіатів - 0,2 % — корінних американців - 0,2 % — чорних або афроамериканців - 1,0 % — осіб інших рас |

До двох чи більше рас належало 1,7 %. Частка іспаномовних становила 2,8 % від усіх жителів.
За віковим діапазоном населення розподілялося таким чином: 22,9 % — особи молодші 18 років, 61,6 % — особи у віці 18—64 років, 15,5 % — особи у віці 65 років та старші. Медіана віку мешканця становила 40,4 року. На 100 осіб жіночої статі у селищі припадало 91,7 чоловіків;  на 100 жінок у віці від 18 років та старших — 93,9 чоловіків також старших 18 років.
Середній дохід на одне домашнє господарство  становив 57 266 доларів США (медіана — 46 953), а середній дохід на одну сім'ю — 65 527 доларів (медіана — 55 500). Медіана доходів становила 48 333 долари для чоловіків та 30 417 доларів для жінок. За межею бідності перебувало 11,5 % осіб, у тому числі 17,8 % дітей у віці до 18 років та 7,9 % осіб у віці 65 років та старших.
Цивільне працевлаштоване населення становило 236 осіб. Основні галузі зайнятості: освіта, охорона здоров'я та соціальна допомога — 25,4 %, мистецтво, розваги та відпочинок — 14,0 %, виробництво — 10,6 %, роздрібна торгівля — 9,7 %.